# 木次文夫
木次 文夫（きつぎ ふみお、1937年1月26日 - 1977年5月14日）は、長野県出身のプロ野球選手（内野手）。

## 来歴
松商学園高では2年生からレギュラーとなる。1年上のエース堀内庄の好投もあり、右翼手として1953年の夏の甲子園に出場。しかし1回戦で益田貢（早大－大洋）のいた鳥取西高に敗退。高校同期には三塁手の中村修一郎がいた。翌1954年の夏の大会にも一塁手として2年連続出場。ここでも1回戦で中京商に敗れるが、中山俊丈から先制となる中堅越えの三塁打を放って一躍その名を知られるようになる。中京商はこの大会に優勝。
高校卒業に際して、早稲田大学を受験するも試験当日に受験票を忘れてしまい浪人生活を余儀なくされるが、1浪後無事に早大に進学。東京六大学野球リーグでは在学中2度優勝。1959年春季リーグでは主将として、金沢宏（大昭和製紙）、安藤元博らの投手陣を擁し、それまで4連覇を続けてきた立大に競り勝ち、3年振りの優勝に貢献した。直後の全日本大学野球選手権大会でも決勝で再試合の末、関学を降し優勝。同年の第3回アジア野球選手権大会日本代表に選出され、日本の優勝に貢献。リーグ通算66試合出場、198打数49安打、打率.247、7本塁打、30打点。ベストナイン（一塁手）1回。通算7本塁打は当時長嶋茂雄の8本塁打に次ぐ歴代2位タイ記録であった。大学同期に近藤昭仁がいる。
プロ入りに際して、巨人・大洋・阪急の間で争奪戦となるが、1960年に巨人に入団。川上哲治の後を継ぐ大型一塁手として期待され、契約金は長嶋茂雄や王貞治より上であったという。しかし、木次の入団で危機感を抱いたプロ入り2年目の王貞治が奮起、チームトップの17本塁打を打ち、同年のオールスターゲームに一塁手部門でファン投票選出されるほどの活躍ぶりで、一塁手のレギュラーの座を不動のものとした。同年の木次は先発出場すらなく、打率は1割にも満たずわずか23試合の出場に終わる。翌1961年も28試合の出場に留まり自由契約となる。1962年に国鉄に移籍、同年はイースタン・リーグで首位打者となるが、一軍では8打席で6三振と全く打てず同年限りで引退した。
引退後は飲食業・土木建築業・ゴルフ会員権売買・植木リース業などを営んでいたが、1977年5月14日に自宅で亡くなっているのが発見された。享年41（満40歳）。脳溢血と見られている。

## 評価
鳴り物入りで入団しながら全く活躍できずに球界を去ったことから、一般には巨人の大損だったと評された。しかし、木次の加入によって王貞治が意識を改め、やがて大打者に成長するきっかけとなったことから、決して無駄な補強ではなかったとの評価もある（近藤唯之）。また、受験票を忘れて浪人することなく1年早く巨人に入っていれば、王は投手から野手に転向したばかりであり、高校・大学と一塁手のキャリアがあった木次の巨人での立場も違ったものになっただろうともいわれた。1959年の巨人は、川上哲治が引退して一塁手のポジションが空いていたことから、一年目の王は打率.161という実力不足にもかかわらず一塁手育成の観点から94試合に起用されており、同じ年に木次がいれば起用の機会は十分に与えられ実力が開花した可能性もある（上前淳一郎）。
1960年の春のキャンプで木次のバッティングを初めて見た王貞治は、ものすごい長打力を持つ恐ろしい打者が入ってきたとして、大変な危機感を持った旨を述べている。
大成できなかった原因として、バットに当たれば打球は飛ぶが、身体のシャープさに欠けてバットスイングが鈍く、練習での改善は困難であった（与那嶺要）、野球選手に必要な敏捷さがなかった（水原茂）との評価がある。一方で、新しいことを教えた際に戸惑ってもたつき習得するのに時間がかかるところがあったが、素質は非常に豊かであったため、プロ野球でも二軍でじっくり鍛えれば大打者に成長したはずとも評される（石井連藏）。

## 人物
木次自身は引退後も最後まで巨人ファンであった。特に王貞治を熱心に応援しており、病に倒れる少し前にも王が本塁打を打ったことを、まるで自分のことのように喜んで友人に話していたという。

## 詳細情報

### 年度別打撃成績
| 年 度     | 球 団     | 試 合 | 打 席 | 打 数 | 得 点 | 安 打 | 二 塁 打 | 三 塁 打 | 本 塁 打 | 塁 打 | 打 点 | 盗 塁 | 盗 塁 死 | 犠 打 | 犠 飛 | 四 球 | 敬 遠 | 死 球 | 三 振 | 併 殺 打 | 打 率 | 出 塁 率 | 長 打 率 | O P S |
| --------- | --------- | ----- | ----- | ----- | ----- | ----- | -------- | -------- | -------- | ----- | ----- | ----- | -------- | ----- | ----- | ----- | ----- | ----- | ----- | -------- | ----- | -------- | -------- | ----- |
| 1960      | 巨人      | 23    | 23    | 23    | 0     | 2     | 2        | 0        | 0        | 4     | 1     | 0     | 0        | 0     | 0     | 0     | 0     | 0     | 10    | 1        | .087  | .087     | .174     | .261  |
| 1961      | 巨人      | 28    | 27    | 23    | 1     | 3     | 1        | 0        | 0        | 4     | 1     | 0     | 0        | 0     | 1     | 2     | 0     | 1     | 7     | 1        | .130  | .222     | .174     | .396  |
| 1962      | 国鉄      | 8     | 8     | 8     | 0     | 0     | 0        | 0        | 0        | 0     | 0     | 0     | 0        | 0     | 0     | 0     | 0     | 0     | 6     | 0        | .000  | .000     | .000     | .000  |
| 通算：3年 | 通算：3年 | 59    | 58    | 54    | 1     | 5     | 3        | 0        | 0        | 8     | 2     | 0     | 0        | 0     | 1     | 2     | 0     | 1     | 23    | 2        | .093  | .138     | .148     | .286  |

### 記録
- 初出場・初打席：1960年4月17日、対大阪タイガース2回戦（阪神甲子園球場）、7回表に添島時人の代打として出場、小山正明の前に三振
- 初安打：1960年7月17日、対大洋ホエールズ18回戦（川崎球場）
- 初先発出場：1961年5月7日、対阪神タイガース6回戦（後楽園球場）、6番・一塁手で先発出場

### 背番号
- 15 （1960年 - 1961年）
- 42 （1962年）